# Língua lozi
A língua lozi, também conhecida como silozi e rozi, é uma língua banta da família nigero-congolesa falada pelo povo lozi primariamente na região sudoeste da Zâmbia e em países vizinhos. O lozi e seus dialetos são falados e entendidos por aproximadamente seis por cento da população da Zâmbia. Há muitos falantes do lozi na área ao redor da cidade de Livingstone na Zâmbia.
A língua lozi se desenvolveu a partir da mistura de duas línguas: luyana e macololo. O povo luyana originalmente migrou para o sul vindos do império Luba-Lunda na área de Catanga na bacia do rio Congo, ou no período final do século XVII ou início do século XVIII. A língua que eles falavam, era intimamente ligada às línguas lunda e luba. Eles se estabeleceram nas planícies alagadas do rio Zambeze onde hoje fica o oeste da Zâmbia, local em que desenvolveram um reino, Barotselândia, nome que deram à planície alagada de Barotse ou Bulozi.
Os macololos eram um povo soto que viviam onde hoje fica o Lesoto. Os macololos foram forçados a fugir do Shaka Zulu Mfecane durante a década de 1830. Utilizando táticas que copiaram dos soldados zulus, os macololos conquistaram os luyana dos pântanos do Zambeze e impuseram suas leis e suas línguas. No entanto, em 1864 a população se revoltou e destituiu os macololos do poder. Àquela altura, a língua luyana havia sido esquecida pela maioria da população, a nova língua híbrida foi chamada de lozi ou silozi e é mais próxima ao sesoto do que qualquer outra língua da Zâmbia.
O lozi também é falado no Zimbábue, Botsuana, e Namíbia (Caprivi).

## Escrita
A língua Lozi usa o alfabeto latino ensinado por missionários, o qual não apresenta as letras Q, R, V, X nem o C isolado. Usa as formas Ch, Sh e Ñ.

## Amostra de texto
Batu kaufela ba pepilwe inge ba lukuluhile ni liswanelo ze swana. Ba ba ni swanelo ya ku nahana mi ba swanela ku ba ni likezo za buzwale ku mutu yo mung'wi.
Português
Todos os seres humanos nascem livres e iguais em dignidade e direitos. São dotados de razão e consciência e devem agir em relação uns aos outros com espírito de fraternidade. (Declaração Universal dos Direitos Humanos – Art. 1º).